# Zdeněk Radvanovský
Zdeněk Radvanovský (* 23. prosince 1953 Roudnice nad Labem) je český historik a pedagog, specializující se na oblast česko-německých vztahů, vyhnání Čechů ze Sudet v roce 1938 a odsunu Němců z Československa

## Život
Narodil se v Roudnici nad Labem. Vystudoval Pedagogickou fakultu Univerzity Jana Evangelisty Purkyně v Ústí nad Labem (1973–1977), obor dějepis – ruština. V letech 1977–1980 působil jako středoškolský pedagog. Od roku 1980 působí jako historik a vysokoškolský pedagog. Je ženatý a žije v Neštěmicích.

## Vzdělání
V roce 1980 složil rigorózní zkoušku na Filosofické fakultě University Karlovy a obdržel titul doktora filosofie, v roce 1989 obhájil svou kandidátskou práci na Ústavu československých a světových dějin Československé akademie věd. V roce 1995 se na své alma mater habilitoval v oboru československých dějin svou habilitační prací „K problematice vztahů mezi Čechy a Němci v ústecké oblasti v letech 1918–1948“.

## Odborná, vědecká a akademická činnost
Od roku 1980 působil na katedře historie PF UJEP, od roku 2005 pak na katedře historie FF UJEP. Dlouhou dobu byl také vedoucím této katedry. Je řešitelem několika významných grantů a autorem stěžejních děl o problematice česko-německého soužití.
V roce 2004 byl zvolen děkanem Pedagogické fakulty UJEP, svou funkci obhájil i v roce 2007. V únoru 2011, po ukončení děkanského období, se stal prorektorem UJEP pro vnější vztahy. Funkci prorektora vykonával do března 2019.

## Dílo
Zdeněk Radvanovský je autorem a spoluautorem řady odborných článků a několika monografií.
Dílo:
- K problematice vztahů mezi Čechy a Němci v ústecké oblasti v letech 1918–1948 (habilitační práce), Ústí nad Labem 1995.
- Kapitoly z dějin světové socialistické soustavy – trojdílné dílo velebící kvalitu socialistického vývoje
- Konec česko-německého soužití v ústecké oblasti 1945–1948, Ústí nad Labem 1997.
- „Sudety“ pod hákovým křížem, Ústí nad Labem 2002 (Zdeněk Radvanovský, Václav Kural a kol.)
- Editor sborníku Historie okupovaného pohraničí 1938-1945.